# کاتسورو اونوئه
کاتسورو اونوئه (انگلیسی: Katsuro Onoue؛ زادهٔ ۴ ژوئن ۱۹۶۰) کارگردان فیلم، و هنرمند تجسمی اهل ژاپن است. وی از سال ۱۹۸۲ میلادی تاکنون مشغول فعالیت بوده‌است.